# Żydowskie życie w Białymstoku
Żydowskie życie w Białymstoku (ang. Jewish Life in Białystok) – film dokumentalny z 1939 roku autorstwa Saula Goskinda i Icchaka Goskinda ukazujący Białystok przed II wojną światową.
W filmie można obejrzeć historyczny wygląd miasta z nieistniejącymi już budynkami i instytucjami. Ukazuje m.in. Ratusz, Rynek Kościuszki, dzielnicę Piaski, synagogi Białegostoku – Starą, Wielką i Chóralną, dom rodzinny Ludwika Zamenhofa, Bibliotekę im. Szolema Alejchema, Gimnazjum Hebrajskie, Żydowską Szkołę Rzemieślniczą, fabryki tkackie i Sanatorium Towarzystwa Ochrony Zdrowia.
Film dostępny jest w archiwum filmów żydowskich Stevena Spielberga.